# TOK¥O TRICKING MOB

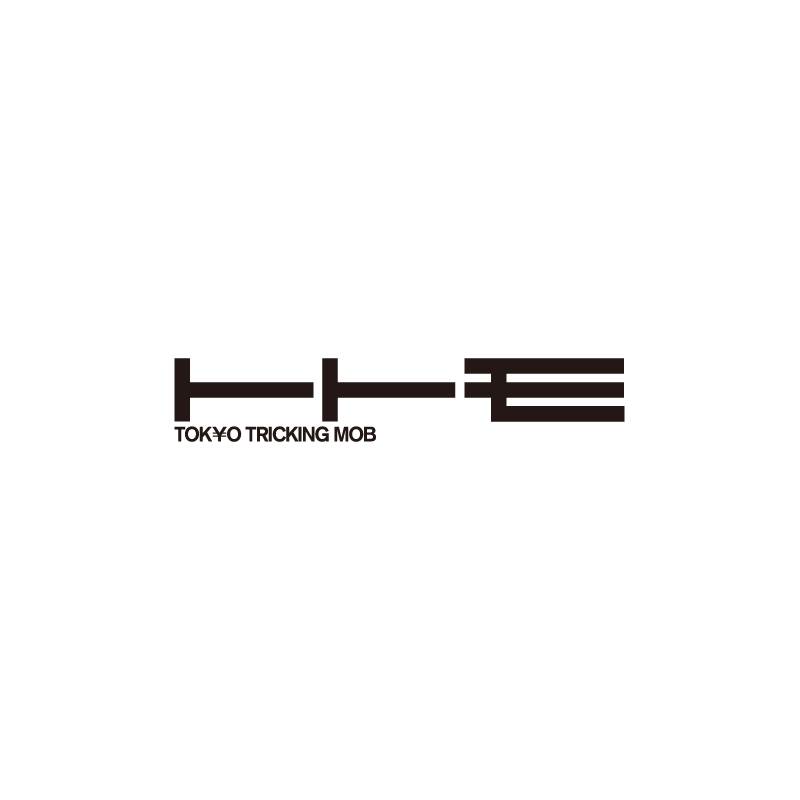
TOK¥O TRICKING MOBのロゴ

TOK¥O TRICKING MOB は日本の男性トリッキング・パフォーマンス・グループ。

## 来歴
トリッキング世界大会で日本人として初めて世界王者に輝いたDaisukeを中心に、2016年に結成されたトリッキング・パフォーマンス ・ グループ。
2017年・2018年に日本で開催されたTricking Battle of Japanで 二連覇を成し遂げ、 トリッキングの世界タイトルを多数獲得するなどアスリートとしての顔も持つ。
活動は多岐にわたり、他アーティストのMV・ライブ、 TV・CM・映画出演と場を広げ、2018年からはNINJA PROJECTの中でもパフォーマンスを披露。トリッキングの可能性を追求し、ワールドワイドに活動中。2020年からはメンバーのDaisuke、Daiki、Kaiziを中心に【ロケットボーイズ】としてYouTube活動も行なっている。

## メンバー
- Daisuke(ダイスケ)　
  - リーダー、1996年10月29日生まれ
  - 2017年トリッキング日本人初の世界王者
- Reiji(レイジ)
  - 2001年1月15日生まれ
- Daiki(ダイキ)
  - 1996年9月12日生まれ
- Kaizi(カイジ)
  - 1997年2月24日生まれ
- Takuma(タクマ)
  - 2000年2月16日生まれ
- Issei(イッセイ)
  - 2001年1月16日生まれ
- Leoto(レオト)
  - 1992年7月6日生まれ
- Matsu(マツ)
  - 2000年1月14日生まれ